# Adalberto Almeida y Merino
Adalberto Almeida y Merino (* 5. Juni 1916 in Bachín bei Chihuahua, Bundesstaat Chihuahua, Mexiko; † 21. Juni 2008 in Chihuahua) war römisch-katholischer Erzbischof von Chihuahua.

## Leben
Adalberto Almeida y Merino studierte an den Priesterseminaren von Chihuahua, Durango, San Luis Potosi und Veracruz sowie an der Päpstlichen Universität Gregoriana in Rom Philosophie, Katholische Theologie und Kirchenrecht. Er empfing am 24. April 1943 die Priesterweihe in der Kirche Il Gesù in Rom durch den späteren Kardinalvikar Luigi Traglia. Ab 1946 war er Regens des Priesterseminars in Chihuahua. Er wurde zum Kaplan Seiner Heiligkeit (Monsignore) ernannt.
Am 28. Mai 1956 wurde er von Papst Pius XII. zum Bischof von Tulancingo im mexikanischen Bundesstaat Hidalgo ernannt. Die Bischofsweihe spendete ihm der Erzbischof von Chihuahua, Antonio Guízar y Valencia, am 15. August desselben Jahres. Mitkonsekratoren waren der Bischof von Toluca, Arturo Vélez Martínez, und Weihbischof José Villalón Mercado aus dem Erzbistum Mexiko.
Papst Johannes XXIII. ernannte ihn am 14. April 1962 zum Bischof von Zacatecas. Er nahm als Konzilsvater an allen vier Sitzungsperioden des Zweiten Vatikanischen Konzils teil.
Am 24. August 1969 erfolgte die Ernennung zum Erzbischof von Chihuahua durch Papst Paul VI. Die Amtseinführung fand am 8. September desselben Jahres statt.
Seinem altersbedingten Rücktrittsgesuch gab Johannes Paul II. am 24. Juni 1991 statt.